# Hymenaea cangaceira
Hymenaea cangaceira  é uma espécie de Hymenaea da Caatinga do Nordeste brasileiro. H. cangaceira é morfologicamente similar às espécies H. martiana e H. longifolia. H. cangaceira pode crescer até cerca de 10 metros de altura.

## Néctar
Hymenaea cangaceira, uma espécie cujas flores produzem tanto néctar que transborda e cai abundantemente e perfumados, embora a água nesta parte do mundo seja pouca. Uma flor individual produzia até 1,5 mililitros de néctar por noite. Isso significava que uma árvore de tamanho completo que produzisse cerca de 624.000 flores por temporada poderia produzir 920 litros de néctar.
De 2015 a 2018, a equipe estudou uma população de H. cangaceira no Parque Nacional do Catimbau. Todos os dias após o pôr do sol durante a estação reprodutiva das árvores, entre dezembro e março, centenas de flores florescem em cada árvore e pingam néctar antes de murchar com o amanhecer. Seu néctar, em vez de apenas as pétalas das flores, estava imbuído de seu próprio perfume - um fenômeno pouco compreendido nas plantas polinizadas por morcegos - e a planta produzia muito dele.